# Diabrotica liberata
Diabrotica liberata es una especie de insecto coleóptero de la familia Chrysomelidae. Fue descrita en 1958 por Bechyne.